# Aetoxylon
Aetoxylon – rodzaj roślin z rodziny wawrzynkowatych (Thymelaeaceae). Jest to takson monotypowy obejmujący jeden gatunek – Aetoxylon sympetalum (Steenis & Domke) Airy Shaw występujący na Borneo.